# チョームトーン郡
座標: 北緯18度25分2秒 東経98度40分33秒 / 北緯18.41722度 東経98.67583度
チョームトーン郡（チョームトーンぐん）はタイ北部・チエンマイ県にある郡（アムプー）である。

## 名称
チョームトーンは郡内にあるワット・プラタートシーチョームトーンのチョームトーンから来ている。

## 歴史
1900年郡となった。名前は、郡内の寺院にの名に従いチョームトーンと名付けられた。最初、郡庁はタムボン・クワンパオにあったがその後、1933年ワット・プラタートシーチョームトーンの近くに移動した。

## 地理
市街地はピン川の形成した平地に広がり、西部に山岳地帯が広がる。郡内の重要な川はピン川である。郡内には、ドーイ・インタノン国立公園がある。
国道108号線が北から西に向かって延びており、北にチエンマイ方面、西にメーサリエン方面につながっている。

## 経済
郡内の主な産業は農業、牧畜、漁業などである。また織物産業や、巡礼地として名高い寺院があることから観光産業も発達している。主な農業生産品はロンガン、コメ、花、キャベツ、アカワケギなどである。

## 行政区分
郡は6のタムボンに分かれさらにその下位に、96の村（ムーバーン）がある。自治体（テーサバーン）があり以下のようになっている。
- テーサバーンタムボン・チョームトーン・・・タムボン・バーンルワン、タムボン・クワンパオ、タムボン・ドーイケーオの一部

また、郡内には6のタムボン行政体がある。なお、以下のタムボンのリストで欠番のタムボンは分離して、ドーイロー郡を形成している郡である。
1. タムボン・バーンルワン・・・ตำบลบ้านหลวง
2. タムボン・クワンパオ・・・ตำบลข่วงเปา
3. タムボン・ソップティア・・・ตำบลสบเตี๊ยะ
4. タムボン・バーンペ・・・ตำบลบ้านแปะ
5. タムボン・ドーイケーオ・・・ตำบลดอยแก้ว

1. タムボン・メーソーイ・・・ตำบลแม่สอย